# ナイトタイムエコノミー
ナイトタイムエコノミーとは、一般に日没から日の出までの夜間の経済活動を指す。午後6時から翌朝6時までの経済活動とも説明される。また、日本語では夜間経済と記されることもある。

## 概要
ナイトエコノミーの対象は飲食から宿泊、交通、「コト消費」まで幅広く、経済波及効果が大きいとされている。飲食店やナイトクラブとは異なる「家族で楽しめるナイトエンタメ」や、飲酒をしない人々を対象としたノンアルコール飲料を主に提供するバー、夜パフェ専門店などもナイトエコノミーとして紹介される。
自治体がナイトエコノミーを推進することもあり、例えば千葉県千葉市はナイトタイムエコノミー推進支援事業を実施し、ビアフェスなどを補助しているほか、大阪観光局と奈良県は2024年に、ナイトタイムエコノミーの推進などを盛り込んだ観光振興の連携協定を結んだ。また、観光客の分散のためにナイトエコノミーに着目する自治体もあり、例えば京都市長の松井孝治は「寺社の早朝拝観やナイトタイムエコノミーの活性化で時間的な分散も図りたい」と語っている。

## 評価
2024年にウスビ・サコはナイトタイムエコノミーについて「米国と英国が積極的に取り組んでおり、経済への影響も大きい」と指摘している。同様に、東京商工会議所は、ナイトタイムエコノミーの経済規模はロンドンで約3.7兆円、ニューヨークで約2.1兆円の市場となっていて、雇用創出効果も期待できると指摘している。また、ナイトタイムエコノミー推進協議会の梅澤高明理事も日本以外の事例について「美術館や公園を、昼間とは別の用途で夜間のイベントなどに使うケースもある」と紹介している。一方、日本におけるナイトエコノミーについては、石飛大和が以下のように指摘している。
大都市以外でもナイトタイムエコノミーは注目されており、例えば九州経済調査協会研究主査の渡辺隼矢は「ナイトタイムエコノミーは飲食店や娯楽の多い都市部が中心となりがちだが、星空は田舎こそ力を入れやすい観光資源だ。夜間だからこそ宿泊につなげやすく、経済効果を期待できる」と述べている。また、2024年に足立佑太は『日本経済新聞』にて「全国でナイトタイムエコノミーを活性化させるための取り組みが広がっている」と指摘している。
首都圏との近さゆえナイトエコノミーが発展しにくいと指摘される地域もある。例えば加藤敦志は2024年に「宇都宮は東京駅と新幹線で2時間程度で往復でき、日帰りで気軽に観光できるのが強み。だが首都圏との近さが逆に長時間滞在を阻み、ナイトタイムエコノミーが発展しにくい側面がある」と述べている。他にも沢隼が石巻市について「仙台駅から電車や高速バスで1時間半程度で、アクセスの良さがかえって宿泊者の少なさにつながっている。ナイトマーケットの開催など、宿泊客を増やすにはナイトタイムエコノミーの拡充が求められる」と指摘している